# 공익 동맹
공익 동맹(프랑스어: La ligue du Bien public)은 프랑스의 루이 11세의 중앙 집권화에 반발하여 1465년에 조직된 봉건 귀족들의 동맹이다. 동맹은 부르고뉴 공작 선량공 필리프의 아들인 샤롤레 백작 용담공 샤를과 왕의 동생인 베리 공작 샤를이 명목상 최고권자로서 이 동맹을 이끌었다,

## 배경
이전의 카페 가문과 발루아 가문의 군주들의 정책들을 일치시켜, 루이 11세는 프랑스 영토 내의 왕의 우위를 확고히 했다. 이전 세기의 과정과, 백년 전쟁 동안, 프랑스의 군주들은 국가의 행정 통합을 가져왔다. 수 많은 봉건 세력들을 겪어왔던 독일과는 다르게, 프랑스는 중세 시대부터 중앙 집권 국가의 모습으로 드러내기 시작했다. 하지만 중앙 집권화는 봉건적 통혜를 되찾으려는 귀족들의 공익 동맹에 반발을 겪었다.
플랑드르를 포함한 프랑스 내 영지와 홀란트, 브라반트 공국 등이 있는 신성 로마 제국의 영지를 지녔던 부르고뉴 공작의 후계자인 용담공 샤를은 프랑스 군주에게서 독립적인 부르고뉴 공국을 만들고 프랑스와 독일 사이에 북쪽으로는 북해, 남쪽으로는 쥐라산맥, 서쪽으로는 솜강, 동쪽으로는 모젤강에 이르는 그의 왕국을 세우고 싶어했다. 이 왕국은 대략 옛 프랑크 황제 로타르 1세의 지배지와 유사한 과거 로타링기아 왕국을 복원시키는 거라고도 할 수 있었다.

## 동맹 일원
공익 동맹의 일원들은 다음과 같다:
- 베리 공작 샤를,[1] 왕의 10대 형제
- 부르봉 공작 장 2세
- 샤롤레 백작 샤를,[1] 부르고뉴 공작 선량공 필리프의 아들이자 후계자
- 브르타뉴 공작 프랑수아 2세[1]
- 로렌 공작 장2세, 명목상 칼라브리아 공작
- 느무르 공작 자크 다르마냐크[1]
- 아르마냐크 백작 장 5세[1]
- 생폴 백작 루이 드 뤽상부르[1]
- 뒤누아 백작 장,[1] 오를레앙 공작 샤를의 배다른 형제
- 다마르탱 백작 앙투안 드 샤반느
- 알브레 백작 샤를 2세
- 피에르 당부아즈
- 클레베 공작 요한 1세
- 앙드레 드 로에아크
- 팔츠 선제후 프리드리히 1세

## 공익 전쟁
이에 대항하여 루이 11세는 밀라노 공작 프란체스코 스포르차와 리에주 사람들과 동맹을 맺었다.
프랑스의 군주는 또한 다음의 왕족들의 지원을 받았다:
- 앙주 공작 르네 - 명목상 나폴리의 군주
- 멘 백작 샤를
- 느베르 백작 장
- 방돔 백작 장
- 우 백작 샤를

가스통 4세 드 푸아-베아르(Gaston IV de Foix-Béarn)의 효과적인 지원을 받은 루이 11세는 3,0000여명의 병력을 가졌다. 1465년 5월과 6월에 전쟁이 시작 될때, 그는 부르봉의 중심지를 타격하였다. 그후 그는 브르타뉴와 부르고뉴군에 맞서 수도로 향하였다. 그들의 군대가 만나기 전에, 왕은 샤롤레 백작이 이끄는 부르고뉴군을 맞닥드렸다. 전투는 1465년 7월 16일 파리 남쪽에 있는 몽틀레리에서 벌어졌다. 그 전투는 혼란스러웠고, 양 측에서 승리를 주장했다. 샤롤레 백작은 전장의 승리자로 남았지만, 루이는 부르고뉴 군대를 줄여내었으며, 야밤에 조심스럽게 전략적 후퇴 명령을 내려, "승리"한 군대(그의 작은 아버지인 멘 백작은 제 3 왕실 군대를 데리고 전장에서 퇴각했다)와 함께 파리로 돌아왔다. 프랑스의 군주는 위태거리던 수도에서 왕의 위신을 강화시켜냈다.
하지만 전투 후, 왕의 위치는 약해졌으며, 특히 7월 19일에 부르고뉴군과 브르타뉴군이 합류를 막아낼 수 없었으며, 곧 아르마냐크 백작, 알브레 백작, 로렌 공작도 합류하게 되었다.
7월 18일 파리에 입성한 루이는 방어선을 구축하였다. 봉건 영주들은 파리 공성전을 시작하였다. 루이 11세는 8월 10일에 파리를 떠났다. 그는 루앙으로 가 전쟁 준비를 하던 왕족 세력들을 결집시켰고 8월 28일에 강력한 지원군을 이끌고 돌아왔다. 강화 조약이 동맹 세력들이 퐁투아즈와 루앙을 점령하는걸 막아내지 못하자 9월 3일에 체결되었다. 양 측은 이 분쟁을 끝내는 법을 완전히 모르고 있었다. 루이 11세는 양보하는 척 하였다.

## 강화 조약
루이 11세는 세 차례 평화 조약을 맺었다:
- 1465년 10월 5일: 샤를루아 백작과 샤를 드 프랑스와 콩플랑 조약을 체결하였다
- 1465년 10월 29일: 봉건 군주들과 생모르 조약을 체결하였다.
- 1465년 12월 23일: 브르타뉴 공작 프랑수아 2세와 캉 조약을 체결하였다

### 양보
- 베리 공작 샤를 드 프랑스는 노르망디 공국을 받음
- 부르고뉴의 샤롤레 백작 샤를은 그와 그의 후계자를 위해 200,000 크라운으로 되찾은 솜(루이 11세는 이 지역들을 샤를의 아버지에게서 400,000 크라운에 되찾았다)과, 불로뉴, 긴, 로에, 페론, 몽디디에르 영지를 얻었다.
- 로렌 공작 장은 무종, 생트므누, 네프샤토를 받음
- 브르타뉴 공작 프랑수아는 몽포르, 에탕프를 얻고 , 그의 모든 영지를 회복함.
- 부르봉 공작 장은 동쉐리, 오베르뉴의 봉건권, 랜스 300개, 100,000 크라운을 얻음
- 느무르 공작 자크 다르마냐크는 파리, 일드프랑스 행정권을 받음.
- 아르마냐크 백작 장은 루에르그 일대에 여러 성들을 얻음.
- 생폴 백작 루이 드 뤽상부르는 콘네타블이 됨.

루이 11세는 이 형세가 오래 가지 않을 거라고 보았다.

## 여파
루이 11세는 반란자들의 일부를 용서했지만, 또한 일부를 벌했다:
- 부르봉 공작 장 2세를 1483년에 프랑스의 콘네타블로 임명함;
- 루이 11세는 공익 동맹을 지원한 앙부아즈 가문을 벌하기 위해 피에르 당부아즈의 쇼몽 성을 파괴시켰다. 왕은 4년 뒤에 그들을 용성하고 심지어 쇼몽 성을 재건하는 비용을 지원해주기도 했다;
- 1465년, 파리와 바스티유 감독관 샤를 드 믈룅(Charles de Melun)는 드 라 리비에르(De la Rivière)에게 자리를 물려주었다. 공익 동맹의 지도자들과의 연결로 인한 유죄판결을 받아, 1468년 앙들리에서 처형당한다. 그의 재산은 몰수되어 앙투안 드 샤반느에게 주어졌다;
- 1466년 3월, 샤를 드 프랑스는 브르타뉴 공작과의 분쟁으로, 루이와 협상을 못한체 노르망디를 상실하고 말았다. 그는 브르타뉴 궁으로 도망갔다;
- 느무르 공작이자 라마르슈의 백작인 자크 다르마냐크는 왕에게 여러 차례 용서를 받았었다. 1475년, 새로운 반역 행위로 분노를 일으켜, 그는 포위를 당하고 칼라 성을 잃고 만다. 공작은 바스티유에 투옥되었고 1477년 파리 광장에서 참형에 처해졌다.

1468년, 용담공 샤를은 잉글랜드의 에드워드 4세의 지원과 함께 샤를드 프랑스, 알랑송 공작 장, 브르타뉴 공작 프랑수아 2세와 새로운 동맹을 조직했다. 그러나 루이는 11세는 4월 투르에서 삼부회의 강력한 지원을 받았으며, 동맹에서 프랑수아 2세와 샤를 드 프랑스를 떨어트려 놓는데 성공했다 (앙세니 조약).

## 결과
샤를과 루이는 서로의 도를 넘기 쉬웠으며, 루이의 교묘한 계략은 샤를에 의한 군사적 패배라는 결과를 낳았다. 그러나 샤를이 새롭게 손에 넣은 로렌과 스위스에서 발생한 반란이 샤를의 공을 수포로 돌려놨다. 샤를은 스위스 낭시 전투에서 전사해버렸으며, 루이는 그의 최대의 적수로부터 살아남게 되었다. 그는 프랑스에 있는 샤를의 동맹들에게 그의 복수를 이미 가했었다. 그후 거대한 부르고뉴 공국은 프랑스 왕국에 흡수되고 말았다. 공익 동맹은 해체되었다.